# ماینبورگ
شهر ماینبورگ (به آلمانی: Mainburg) در ایالت بایرن در کشور آلمان واقع شده‌است.